# Richard Jobson
Richard Jobson (Kircaldy, 6 de octubre de 1960) es un presentador de televisión, director de cine, guionista, productor de televisión, escritor de ciencia ficción y cantautor escocés, al principio conocido por haber sido cantante de la banda punk The Skids.

## Biografía
Nació en Kircaldy (aunque la página oficial de The Skids indica que pudo ser también en Cowdenbeath) el 6 de octubre de 1960, en una familia católica. Es hijo de un minero, que trabajaba en Rosyth Dockyard.
Estudió en la secundaria St Columba's Roman Catholic High School, en Dunfermline.

## Carrera en la televisión y el cine
En 1977, en plena época de la música punk, se integró a The Skids, que en un comienzo tocaba este género.
Después de la disolución de The Skids, Jobson y Russell Webb formaron otra banda llamada The Armoury Show, junto con John McGeoch (quien había colaborado antes con ellos cuando The Skids realizaron sus últimos Peel Sessions) y John Doyle, guitarrista y baterista de Magazine respectivamente.
Después se lanzó como solista.
En los años ochenta, Jobson se convirtió en presentador del programa de televisión 01 for London, y crítico cinematográfico en Sky Television. En junio de 2013, Jobson recibió un doctorado honorario en Artes por la universidad Edinburgh Napier.
Ha escrito obras literarias y ha dirigido una película llamada 16 años de alcohol, que le valió un premio.
En el 2007 ha reunido a The Skids, en conmemoración al 30 aniversario de la aparición de esta, de la hegemonía del punk y del origen del post-punk.

## Filmografía
- 2003: 16 Years of Alcohol (director, guionista).
- 2004: The Purifiers (director, guionista).
- 2006: A Woman in Winter (director, guionista).
- 2008: New Town Killers (director, guionista).
- 2012: The Somnambulists (director, guionista).
- 2013: Wayland's Song (director, guionista).[5]

Cortometrajes
- 2005: Speed-Date video musical de la banda Arab Strap.
- 2009: Am I Digital
- 2009: The Journey
- 2012: I Think You Need a Lawyer

Otros
- 1999: Tube Tales (1999) (productor, actor).
- 2002: Heartlands (coguionista, productor).
- 2010: The Skids Live 2010 (documental de la reunión de The Skids).